# Lagynochthonius sinensis
Lagynochthonius sinensis är en spindeldjursart som först beskrevs av Beier 1967.  Lagynochthonius sinensis ingår i släktet Lagynochthonius och familjen käkklokrypare. Inga underarter finns listade i Catalogue of Life.